# Trilogie du dollar
 Pour plus de détails, voir Fiche technique et Distribution
La Trilogie du dollar, appelée aussi Trilogie de l’homme sans nom, est le nom donné a posteriori à un ensemble de trois westerns spaghetti de Sergio Leone : Pour une poignée de dollars (1964), Et pour quelques dollars de plus (1965) et Le Bon, la Brute et le Truand (1966).
Il n'y a pas eu de volonté initiale de réaliser une trilogie avec une cohérence narrative ou thématique. Les films ont été réunis sous ce nom commun pour des raisons promotionnelles postérieures à leur réalisation et diffusion. Le cinéaste poursuivra avec sa « Trilogie du temps ».
Néanmoins, il existe des points communs qui permettent de les envisager comme un corpus analysable ensemble. Tous trois se déroulent dans l'Ouest américain, parlent d'argent et de banditisme, et enfin comportent un personnage à la personnalité très mystérieuse interprété par Clint Eastwood.

## Clint Eastwood, «l’homme sans nom»
Le lien entre ces trois films est le personnage de « l’homme sans nom » joué par Clint Eastwood. Ce personnage possède des noms et des métiers différents selon les films :
- dans Pour une poignée de dollars, Clint Eastwood joue le rôle de Joe (Sanjuro Kuwabatake, interprété par Toshirō Mifune dans Le Garde du corps d'Akira Kurosawa, dont Pour une poignée de dollars est un remake). Il garde du film original le caractère de samouraï errant transposé au Far West ;
- dans Et pour quelques dollars de plus, il a un nom : Le Manchot (Manco, qui a le même sens en espagnol, en version anglaise). Or il n'est pas manchot, ses deux mains sont visibles dès la douzième minute, et il se sert de sa main gauche (seulement au début du film : il tient son verre de la main gauche dans la scène de la taberna à Agua Caliente) et de sa main droite pour tirer au revolver (il porte un poignet de force à droite). Il ne s'agit que d'un surnom (même minute). Ce personnage est chasseur de primes.
- dans Le Bon, la Brute et le Truand, Clint Eastwood est appelé Blondin (Blondie en anglais), il est un chasseur de primes associé avec un bandit (Tuco, puis Shorty) : il touche la prime avant de le délivrer pour pouvoir recommencer. Dans le scénario du film, par contre, on y fait référence sous le nom de Joe.

Dans Il était une fois dans l'Ouest, Charles Bronson, qui interprète le même type de rôle que Clint Eastwood dans la trilogie (héros peu disert et distancié), n'a pas de nom (il n'a qu'un surnom : « L'Harmonica »).
L'unicité des personnages interprétés par Clint Eastwood n'est pas évidente entre les trois films, elle a été construite (sur le fait que le même acteur joue dans les trois films et pour des raisons promotionnelles) en 1966 pour la sortie américaine des trois films coup sur coup.
On peut également noter que Clint Eastwood porte le même poncho dans les trois films. Même si dans le troisième, il n'est porté qu'à la fin ; sachant que la trame historique des films place Le Bon, la Brute et le Truand avant les deux autres dans le temps, comme le voulait Sergio Leone, l'adoption du poncho à la fin de ce film est en fait une façon créative de boucler le cycle.
En allant plus loin, en prenant pour base une unicité des films, si on prend la chronologie de l'armement, on peut dire que l'ordre des films est inversé. Gian Maria Volonté se servant d'une Winchester 1892/94 dans Pour une poignée de dollars et Clint Eastwood le menaçant avec un fusil Henry (1860) dans Et pour quelques dollars de plus.
Anecdote intéressante : le réalisateur Sergio Leone aurait souhaité obtenir la participation de Clint Eastwood — le Blondin du film Le Bon, La Brute et le Truand —, accompagné des deux autres principaux protagonistes du même film (Tuco/Eli Wallach et Sentenza/Lee Van Cleef) dans la scène d'ouverture d'Il était une fois dans l'Ouest. Mais Eastwood a décliné la proposition pour des raisons professionnelles (la raison la plus probable aurait été qu'il trouvait son rôle de trop courte durée). Selon la logique de Leone, cette scène d'ouverture aurait servi de transition entre la première et la deuxième trilogie.